# Tina Howe
Tina Howe (New York, 21 novembre 1937 – New York, 28 agosto 2023) è stata una drammaturga, traduttrice e sceneggiatrice statunitense.

## Biografia
Tina Howe nacque a New York in una famiglia dalla forte tradizione letteraria. Il nonno Mark Antony De Wolfe Howe fu biografo, autore di oltre cinquanta libri e vincitore del Premio Pulitzer nel 1925; il padre Quincy Howe era un telegiornalista della CBS e la zia Helen fu romanziera e monologhista.
Studiò letteratura al Sarah Lawrence College, laureandosi nel 1959, e poi filosofia alla Sorbona. Durante la sua permanenza a Parigi vide La cantatrice calva, che confermò il suo interesse per il teatro; nel 2004 tradusse la commedia in inglese insieme a un'altra opera di Ionesco, La lezione. Di ritorno negli Stati Uniti sposò lo storico Norman Levy e insegnò teatro per molti anni nel Wisconsin e nel Maine.
Nel corso della sua carriera scrisse quattordici opere teatrali, ricevendo due candidature al Premio Pulitzer per la drammaturgia: nel 1984 per Painting Churches e nel 1997 per Pride's Crossing. Inoltre vinse l'Obie Award nel 1983 e ricevette la Guggenheim Fellowship nel 1990 
Tina Howe è morta nel 2023 per le complicazioni di una frattura.

## Filmografia
- Ritratti (The Portrait) - film TV, regia di Arthur Penn (1993)